# 온카티비
온카티비는 대한민국의 인터넷 방송국이다.
카지노방송 중 가장 유명한 플랫폼 중 하나로, 온카TV는 슬롯방송, 바카라방송, 카지노방송 등 다양한 방송이 24시간 송출되고 있다.

## 특징
온카TV는 국내 유일 무이한 온라인 카지노 방송을 실시간으로 즐길 수 있는 스트리밍 플랫폼이다.
카지노의 다양한 게임을 고화질 라이브 영상으로 제공하며,
단순히 게임을 제공하는 것에 그치지 않고, 실시간으로 시청자와 소통할 수 있다.

## 서비스
카지노 방송은 온라인에서 실시간으로 바카라, 슬롯, 블랙잭, 룰렛 등 다양한 카지노 게임을 중계하는 스트리밍 서비스이다.